# Dwór w Borku Szlacheckim
Dwór w Borku Szlacheckim – dwór znajdujący się w powiecie krakowskim, w gminie Skawina, w Borku Szlacheckim.
Dwór z XIX w. wielokrotnie przebudowywany. W 1890 r. właścicielem wsi był baron Andrzej Konopka, a w latach 20. XX w. Stefan Schmidt.
Po II wojnie światowej do lat 90. XX w. w budynku prowadziła działalność gospodarczą spółdzielnia produkcyjna „Przełom" doprowadzając obiekt do całkowitej ruiny.
W 1997 r. prywatna firma budowlana „Gomibud” zakupiła zrujnowane obiekty (budynek dworski oraz magazyn zbożowy) i odbudowała.
W czasie odbudowy dodano od frontu i z boku balkony wsparte na filarach.